# Летоброене
Летоброене е начинът на отчитане на годините в системата на даден календар. Например Григорианският календар отброява годините след Христа, докато коптската православна църква започва летоброенето от 284 г., а етиопската православна църква има свой съвсем различен календар). Началният момент, дата или година, от който започва летоброенето, се нарича ера.
В Античността годините са се отброявали от началото на царуването на даден монарх (на английски: regnal year), което силно затруднява опитите да се реконструират календарни дати от хронологията на Древния Изток поради голямото разнообразие на списъци от царе – например царете на Шумер и Акад или на Вавилон. В Източна Азия наименуването на ерите по името на царстващата династия се прекратява през 20 век с изключение на Япония, където още е в сила (например периодът Мейджи трае 1868 – 1912 ).